# Динген
Динген (нем. Dingen) — община в Германии, в земле Шлезвиг-Гольштейн.
Входит в состав района Дитмаршен. Подчиняется управлению КЛьГ Эдделак-Санкт-Михелисдон. Население составляет 670 человек (на 31 декабря 2010 года). Занимает площадь 7,02 км².
Коммуна подразделяется на 5 сельских округов.